# Оксид бору
Окси́д бо́ру, бо́рний ангідри́д — неорганічна бінарна сполука бору та кисню складу B2O3. Являє собою білу кристалічну або аморфну речовину. Стійкий до розкладання.
В природі зустрічається у складі бури Na2B4O7·10H2O, борациту 2Mg3B8O15·MgCl2, гідроборациту, пандерміту, колеманіту.
Окрім сполуки B2O3 відомі також інші оксиди: монооксид B2O, субоксид B6O.

## Поширення у природі

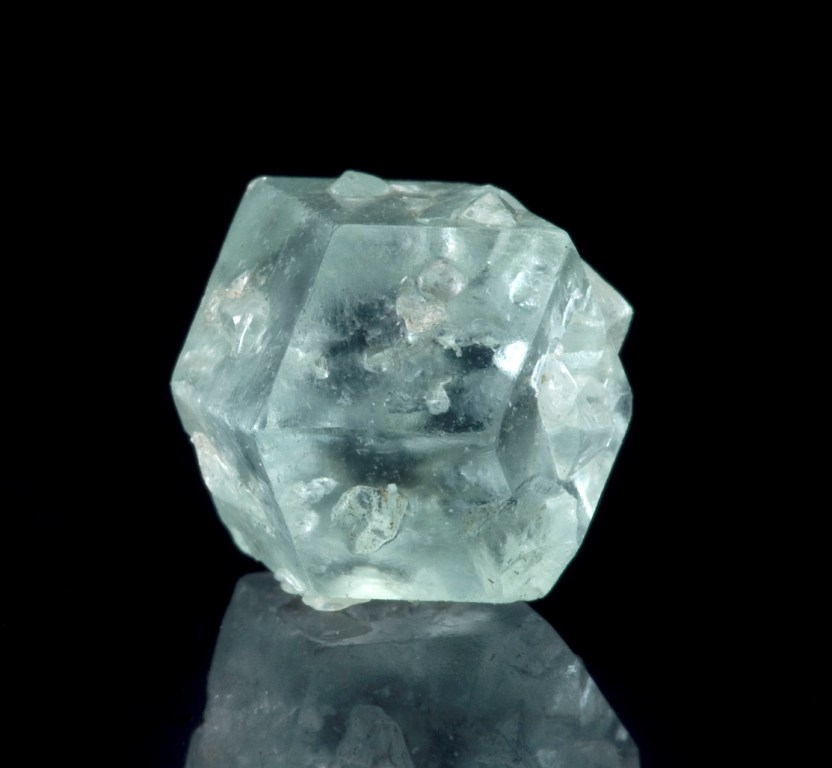
Борацит (Нижня Саксонія)

Оксид бору широко розповсюджений у природі у складі інших сполук. Він входить до складу борної кислоти H3BO3, яка міститься у водах термальних джерел у вулканічних місцевостях (мінерал сасолін, що містить борну кислоту, отримав назву від італійського курортного містечка Сасо Пізано, яке славиться своїми лікувальними джерелами).
Окрім того, оксид бору зустрічається і у вигляді боратів. Основними джерелами оксиду бору є мінерали бура Na2B4O7·10H2O, борацит 2Mg3B8O15·MgCl2, гідроборацит, пандерміт, колеманіт та ін.

## Фізичні властивості
Оксид бору може перебувати у кристалічному та аморфному станах. Кристалічний B2O3 є хімічно неактивним, на відміну від аморфного. Сполука є стійкою до нагрівання, не відновлюється навіть при дії на неї коксу. Забарвлює полум'я пальника у зелений колір.

## Отримання
Синтезувати оксид бору можна, наприклад, спалюючи на повітрі чистий бор або бороводні:
{\displaystyle \mathrm {4B+3O_{2}{\xrightarrow {700^{o}C}}\ 2B_{2}O_{3}} }
{\displaystyle \mathrm {2B_{4}H_{10}+11O_{2}{\xrightarrow {}}\ 4B_{2}O_{3}+10H_{2}O} }
Оксид також утворюється в результаті розкладання деяких сполук бору:
{\displaystyle \mathrm {2H_{3}BO_{3}{\xrightarrow {235^{o}C}}\ B_{2}O_{3}+3H_{2}O} }
{\displaystyle \mathrm {Na_{2}B_{4}O_{7}+2H_{2}SO_{4}+12C_{2}H_{5}OH\rightarrow \ 4B(OC_{2}H_{5})_{3}\uparrow +2NaHSO_{4}+7H_{2}O} }
{\displaystyle \mathrm {2B(OC_{2}H_{5})_{3}+18O_{2}{\xrightarrow {}}\ B_{2}O_{3}+12CO_{2}+15H_{2}O} }

## Хімічні властивості
Кристалічний оксид бору є хімічно неактивним. Аморфний оксид бору реагує з водою з виділенням великої кількості тепла (тепла, що виділяється від додавання 100 г оксиду до 125 г води, достатньо, аби довести воду до кипіння).
{\displaystyle \mathrm {B_{2}O_{3}+3H_{2}O{\xrightarrow {}}\ 2H_{3}BO_{3}} }
Сполука реагує з лугами та концентрованою плавиковою кислотою:
{\displaystyle \mathrm {2B_{2}O_{3}+2NaOH{\xrightarrow {}}\ Na_{2}B_{4}O_{7}+H_{2}O} }
{\displaystyle \mathrm {B_{2}O_{3}+2NaOH{\xrightarrow {400-55^{o}C}}\ 2NaBO_{2}+H_{2}O} }
{\displaystyle \mathrm {B_{2}O_{3}+4HF(conc.){\xrightarrow {}}\ 2H[BF_{4}]+3H_{2}O} }
Під дією металів бор відновлюється з оксиду:
{\displaystyle \mathrm {B_{2}O_{3}+2Al{\xrightarrow {800-900^{o}C}}\ 2B+Al_{2}O_{3}} }
{\displaystyle \mathrm {B_{2}O_{3}+6Mg{\xrightarrow {750-900^{o}C}}\ Mg_{3}B_{2}+3MgO} }
{\displaystyle \mathrm {Mg_{3}B_{2}+H_{2}PO_{4}(conc.){\xrightarrow {<10^{o}C}}\ B_{4}H_{10}+Mg_{3}(PO_{4})_{2}\downarrow } }
Останній метод використовується для отримання бороводнів.